# اعتقاد به خودآسمانی
زرتشتیان به خود آسمانی یا (فره وشی‌ها) معتقدند و برآنند که هر فرد دارای خود آسمانی خاصی است که عنصر موجودیت اوست و روح جاودانی هر موجود زنده می‌باشد. خود آسمانی قبل از حیات هر فرد موجود بوده و بعد از وفات او نیز وجود خواهد داشت و محافظ روح انسان است.
درآثار ایران باستان اعتقاد به خود آسمانی را باتصویر روح بالدر نشان می‌دهند که ناشی از اعتقاد به حیات پس از مرگ است، این امر در آثار باستانی با انسان، شیر، بُز، اسب یا گاوه بالدر یا ترکیبی از حیوان و سر انسان نشان داده شده‌است که قدیمی‌ترین نمونه‌ها، سفالی از تپه سیلک کاشان است. نمونه‌های بعدی این اعتقاد در هنر کاسیتی‌ها، مانائی‌ها، و مادها نشان داده شده‌است.